# Nola spermophaga
Nola spermophaga är en fjärilsart som beskrevs av Fletcher 1962. Nola spermophaga ingår i släktet Nola och familjen trågspinnare. Inga underarter finns listade i Catalogue of Life.